# Koniolub Grubas
Koniolub Grubas (ang. Horselover Fat) – główny bohater powieści Valis autorstwa Philipa K. Dicka, alter ego autora.
"Koniolub Grubas" to zaszyfrowane imię i nazwisko "Philip Dick". Philip (Filip) po grecku philippos (Φίλιππος) znaczy "lubiący konie", a Dick w języku niemieckim znaczy "gruby".
Dick w powieści Valis, będącej jego quasi-biografią, występuje podwójnie: jako Phil – znany autor powieści science fiction oraz jako Koniolub Grubas – cierpiący na depresję i owładnięty manią samobójczą. Koniolub i Phil w książce polemizują ze sobą. Phil uważa Grubasa za wariata, nie do końca odpowiadającego za swoje czyny. Osobowość bohatera/narratora rozszczepia się na oczach czytelnika, by pod koniec powieści znowu zlać się w jedność i ponownie rozszczepić na skutek pewnego tragicznego wydarzenia. Koniolub Grubas jest bowiem potrzebny Dickowi, by dokładnie wyjaśnić jego doktrynę teologiczną, a właściwie osobliwą koncepcję Boga.
Wizja Boga autorstwa Dicka jest mieszanką własnych przeżyć oraz chrześcijaństwa, gnozy, taoizmu i Jungowskiej psychoanalizy.